# Макет аннотированной каталожной карточки

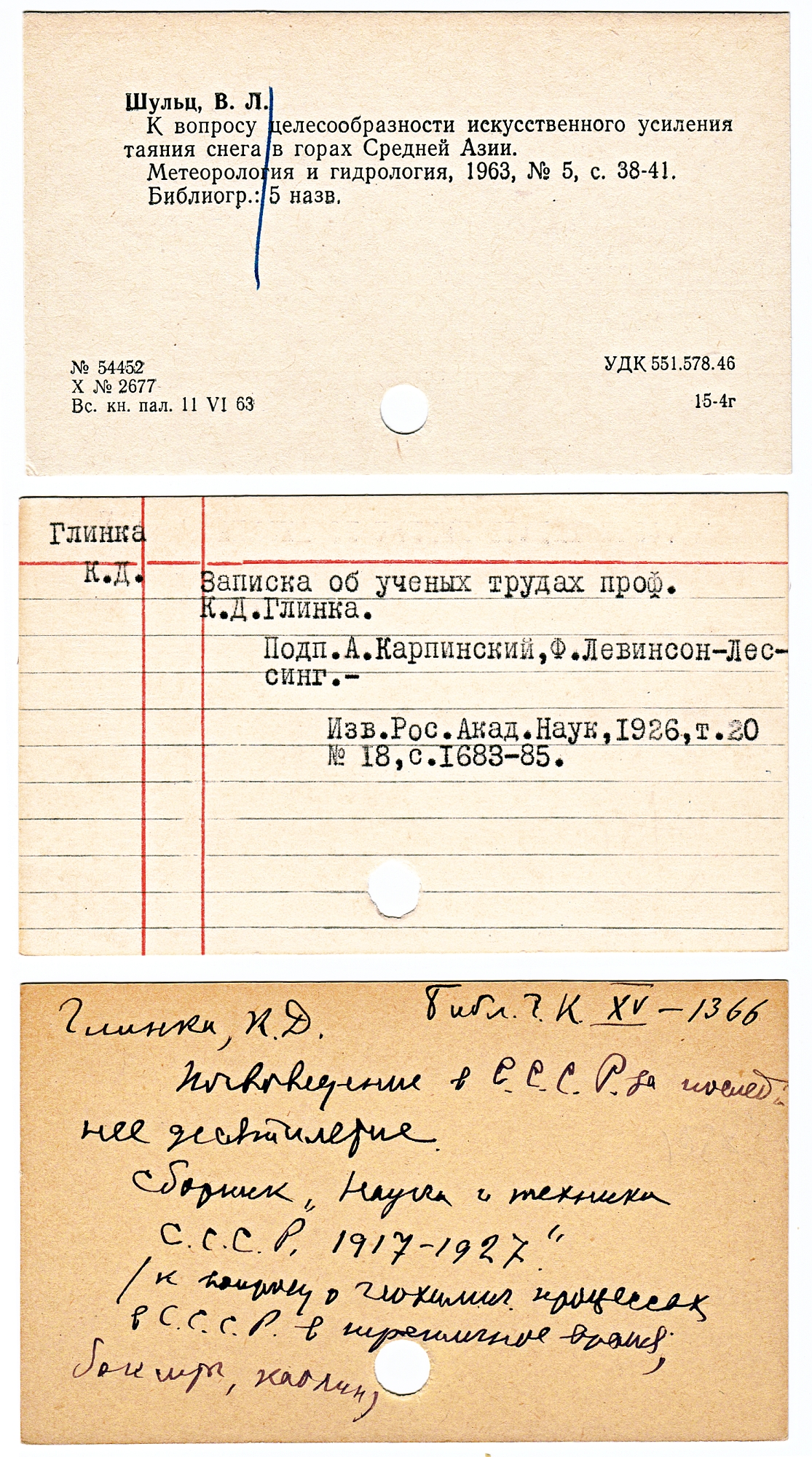
Карточки

Макет аннотированной каталожной карточки — один из основных элементов выходных сведений печатного издания, до внедрения электронных библиотечных каталогов.
Бумажные каталожные карточки сохраняются только в тех библиотеках, которые ещё не перешли на современные компьютерные или интернет-каталоги.

## Состав макета аннотированной каталожной карточки
Макет состоит из следующих элементов библиографической записи:
- Заголовок библиографической записи

Заголовок выделяют полужирным шрифтом. В конце заголовка ставят точку. Заголовок библиографической записи может содержать фамилию и инициалы автора. В заголовке приводят ФИО только одного автора, указанного в издании первым, если авторов два или три. Если авторов четыре и более, то заголовок не применяют, запись начинается с заглавия. Оформление в СССР — по ГОСТ 7.1—84, в России — по ГОСТ 7.80—2000. 

Например: Галазий Г. И.
- Библиографическое описание издания

Расположено под заголовком, начинается с абзаца. Оформление в СССР — по ГОСТ 7.1—84, в России — по ГОСТ 7.1—2003. В свою очередь библиографическое описание состоит из следующих частей (все части кроме первой и последней начинаются с точки и тире):

Библиографическая карточка

- - Область заглавия и сведений об ответственности. Основное заглавие печатают полужирным шрифтом, если оно является первым элементом библиографической записи. Слова в заглавии не сокращают.

Например: Байкал в вопросах и ответах : справочник / Г. И. Галазий
- - Область издания.

Например: .— 3-е изд., испр. и доп.
- - Область выходных данных. Выходные данные состоят из сведений о месте издания, издательстве и даты издания.

Например: . — М. : Мысль, 1988
- - Область количественной характеристики. Обычно это количество страниц и листов иллюстраций. Иногда также — высота обложки в сантиметрах. Количество не включенных в нумерацию страниц или листов указывают в квадратных скобках.

Например: . — 285 [3] с., [23] л. ил.
- - Область серии. Обычно состоит из названия серии в круглых скобках, иногда — с дополнительными сведениями о серии.

Например: . — (Справочники и энциклопедии)
- - Область Международного стандартного номера книги печатают на отдельной строке с абзаца.

Например: ISBN 5-271-00910-6
- Аннотация расположена после библиографического описания, печатают с абзаца. Между библиографическим описанием и аннотацией делают междустрочный интервал. Аннотация в макете аннотированной карточки не должна превышать абзац, состоящий из 10-12 строк. Оформление в СССР — по ГОСТ 7.9—77, в России — по ГОСТ 7.9—95, ГОСТ 7.86-2003.
- Индексы УДК и ББК печатают полужирным шрифтом. Расположены индексы после аннотации в нижнем правом углу макета.

Например: УДК 378

ББК 74.48
- Авторский знак располагают на левом поле перед второй строкой библиографической записи.
- До 1995 года указывался также Комплексный книготорговый индекс-шифр — полужирным шрифтом. Располагался после аннотации в нижнем левом углу макета.

## Расположение макета аннотированной каталожной карточки
Расположение макета аннотированной каталожной карточки в печатном издании в СССР определялось по ГОСТ 7.4—77 и ГОСТ 7.4-95, а в России его определяет ГОСТ 7.013—2011 (ранее ГОСТ 7.51—98). Для книжных изданий это — нижняя часть оборота титульного листа над ISBN книги и знаком охраны авторского права или концевая страница издания.